# Jack C. Taylor
Jack Crawford Taylor (* 14. April 1922; † 2. Juli 2016 in St. Louis) war ein amerikanischer Multimilliardär, der sein Geld mit einer Autovermietung verdiente. In der Forbes-Liste der reichsten Menschen der Welt lag er 2013 auf Rang 94. Das Vermögen seiner Familie wird auf ca. 11 Mrd. Dollar geschätzt.

## Leben
Nachdem er die Washington University in St. Louis verlassen hatte, wurde er im Zweiten Weltkrieg Jagdflieger auf einer Grumman F6F; er startete dabei von Bord der Essex und der Enterprise und erhielt zweimal das Distinguished Flying Cross sowie die Air Medal. Nach dem Krieg kehrte er nach St. Louis zurück und gründete eine Auslieferungsfirma, die er 1948 aufgab, um Cadillac-Vertreter zu werden. 1957 gründete er in St. Louis eine Autovermietung und weitete das Geschäft 1969 über St. Louis hinaus aus. Gleichzeitig benannte er die Firma 1969 in Enterprise Rent-A-Car um, nach dem Flugzeugträger, auf dem er während seiner Militärzeit gedient hatte. 
Er vermietete anfangs vor allem Autos an Kunden, während deren Wagen in der Werkstatt waren. In den 1970ern boomte das Geschäft. Sein Sohn Andrew C. Taylor begann mit seinem Vater zu arbeiten, „sobald er fahren konnte“.